# Karate (banda)
Karate fue un grupo de American Indie Jazz que se formó en Boston, Massachusetts en 1993 de la mano de Geoff Farina, Eamonn Vitt y Gavin McCarthy. En 1995 Jeff Goddard entra en el conjunto como bajista y Eamonn Vitt pasa a ser segundo guitarra. Más adelante, en 1997, Vitt dejaría el grupo para estudiar la carrera de medicina.
Después de doce años funcionando y dando conciertos, Farina nota que la banda está teniendo problemas (como discusiones internas) y se ve obligado a disolverla en julio de 2005.
Su último concierto lo dieron en Roma el diez de julio de ese mismo año.
Finalmente en 2007 los componentes deciden sacar un último disco en directo.

## Miembros del grupo
- Geoff Farina-Guitarra y voz
- Eamonn Vitt-Guitarra
- Gavin McCarthy-Batería
- Jeff Goddard-Bajo

## Discografía
- Karate (album)|Karate LP album|LP/Compact disc|CD (1996 en music|1996, Southern Records 18534)
- In Place Of Real Insight LP/CD (1997 en music|1997, Southern Records 18543)
- The Bed is in the Ocean LP/CD (1998 en music|1998, Southern Records 18554)
- Unsolved (album)|Unsolved CD/doble album|2xLP (octubre de 2000 en music|2000/marzo de 2001 en music|2001, Southern Records 18584)
- Some Boots LP/CD (octubre de 2002 en music|2002, Southern Records 18599)
- Pockets (album)|Pockets CD/LP (agosto de 2004 en music|2004, Southern Records 28114)
- 595 (album)|595 CD/doble album|2xLP (octubre de 2007 in music|2007, Southern Records)
- Make It Fit (album) octubre de 2024 numero group

## EP Y 7-INCH
- Death Kit/Nerve 7" single (1994 en music|1994, The Self Starter Foundation PSP1)
- Karate/The Lune split album|split 7" with The Lune (1995 en music|1995, Lonesone Pine Records LPR1)
  - Canción - "The Schwinn"
- The Crownhate Ruin/Karate split 7" con The Crownhate Ruin (1995 en music|1995, Art Monk Construction ART11)
  - Canción - "Cherry Coke"
- Operation: Sand/Empty There (1998 en music|1998, Southern Records 18553)
- Cancel/Sing EP CD (2002 en music|2002, Southern Records 18594)
- Concerto al Barchessone Vecchio EP (2003 Fooltribe|2003, Fooltribe FT02)
- In the Fishtank 12 EP (febrero de 2005 en music|2005, Konkurrent Records - Netherlands)

## Farina
Geoff Farina, sin embargo, sigue en actividad; ha sacado varios discos en solitario, tres de ellos cuando Karate aún funcionaba.
La música es más personal y más folk al mismo tiempo. Como era de esperarse, sigue habiendo un toque muy jazzero en sus acordes.
Además, tiene otros proyectos. Uno de ellos se llama Secret Stars que compagina con la cantante Jodi Buonanno.